# Calle del Carnero

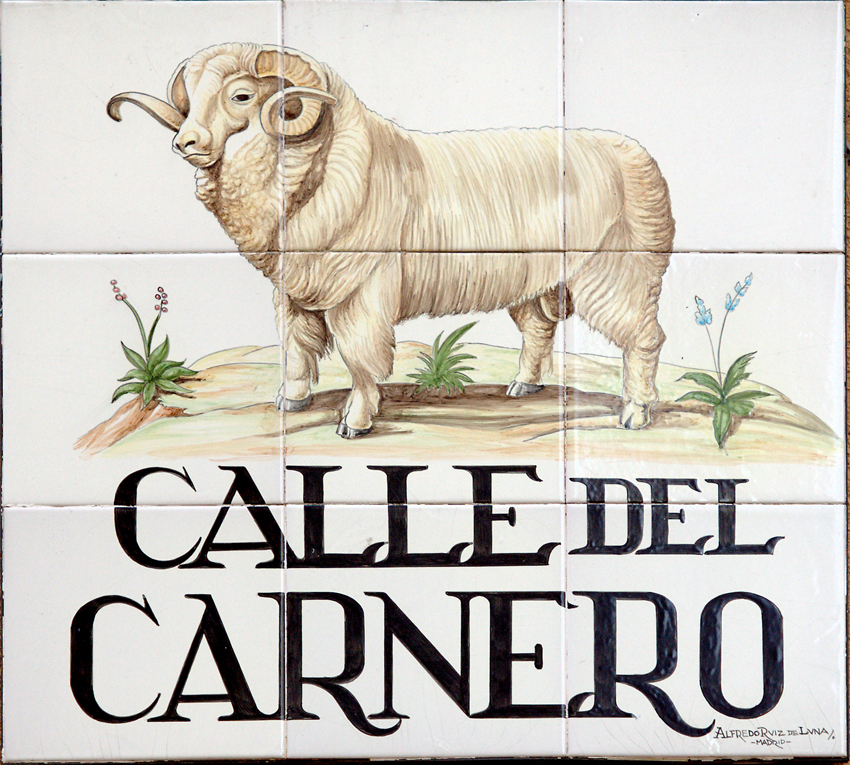
Calle del Carnero en Madrid. Callejero de azulejos del ceramista Ruiz de Luna.

La calle del Carnero, es una vía del barrio de Embajadores en el distrito Centro de Madrid. Une la Ribera de Curtidores con la  calle de Arganzuela, en el corazón del Rastro del barrio de Lavapiés. En el plano de Texeira de 1656 aparece rotulada con este nombre, aunque antes se llamó calle Nueva.

## Historia
Relataba Pedro de Répide, en sus crónicas de las calles madrileñas, las dos leyendas que hablan del origen del nombre de esta calle que tuvo salida desde el Cerrillo del Rastro o Cabecera del Rastro, que en el siglo xix olvidó sus viejos nombres para llamarse plaza de Cascorro. Una de las leyendas la relaciona con la rifa de un carnero, que cada año celebraban en ella los miembros del gremio de aforadores durante las fiestas de San Lorenzo. La otra tradición –una de esas macabras leyendas con cabezas parlantes, tan del gusto popular– parte del misterio que rodeó a la transformación de la cabeza de un cordero en la de un sacerdote asesinado hacía años por su criado, comprador ahora de la cabeza del animal que, para su desgracia, tuvo el mal gusto de denunciar su crimen. El supuesto suceso causó tal impresión en los vecinos que dejaron de ir a comprar a las carnicerías que el gremio tenía en la calle de la Cabeza. Los vendedores entonces solicitaron al ayuntamiento una nueva calle para instalar sus comercios, y que aceptada por las autoridades supuso el traslado de los tenderos a esta calle que tomaría por ello el de Calle del Cordero.

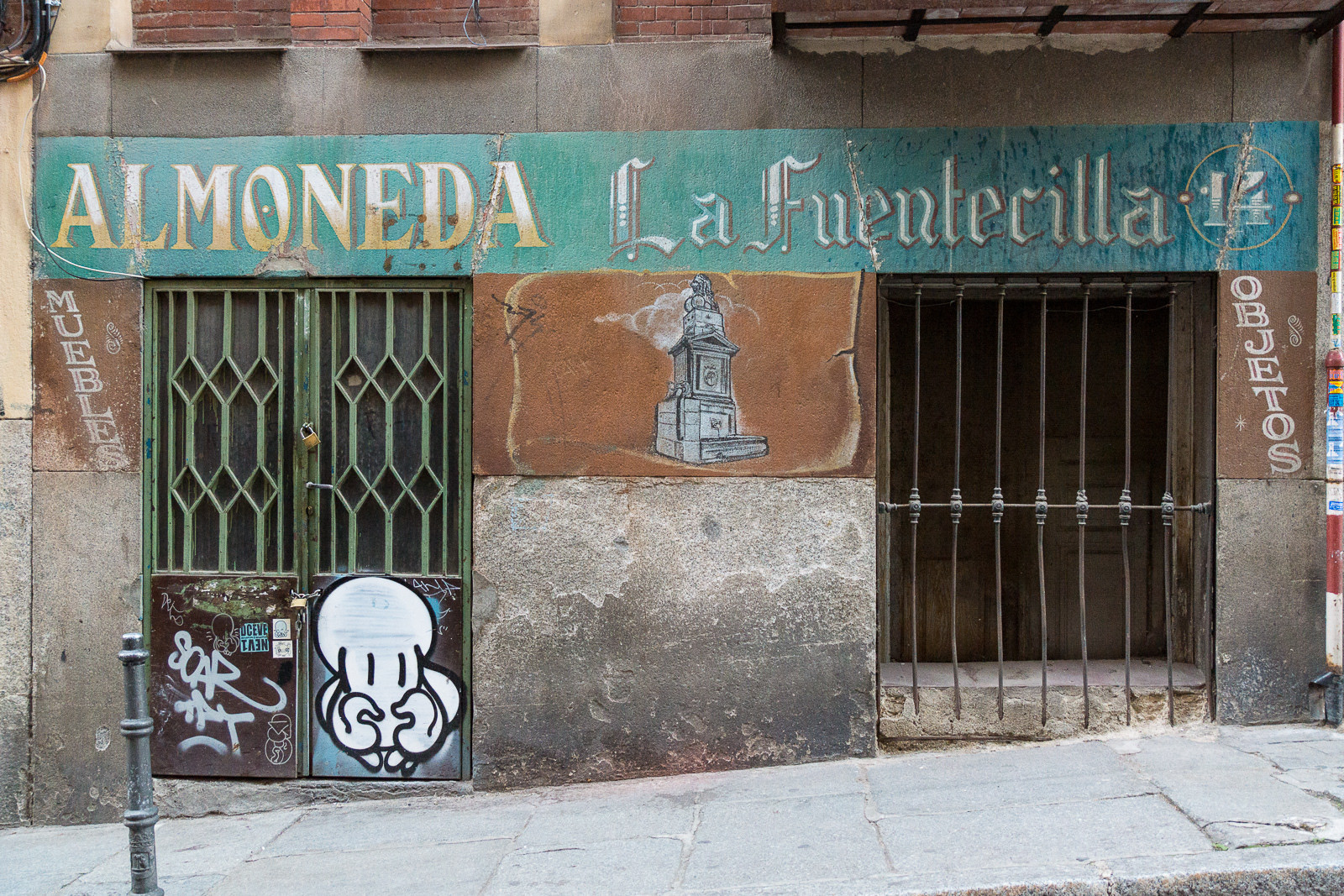
Una vieja almoneda en el número 14 de la calle del Carnero, en 2014.